# Рафєєнко Володимир Володимирович
Володимир Володимирович Рафєєнко (нар. 25 листопада 1969, м. Донецьк) — український письменник, прозаїк і поет. З 1992 по 2018 писав свої твори російською, в основному видавався в Росії і вважався представником російської літератури. 2014-го, після переїзду на Київщину, вивчив українську мову, згодом почав писати українською свій новий роман та став повноцінним представником також і української літератури. У 2019 видав свій перший роман українською «Мондегрін (пісні про смерть та любов)».
Лауреат російських літературних премій «Російська премія» (2010, 2012) та «Новая словесность» (2014).

## Життєпис
Закінчив Донецький університет за фахом російська філологія та культурологія. Працював редактором у донецьких видавництвах «БАО», «Кассіопея», помічником редактора журналу «Многоточие». Автор і упорядник науково-популярних та прикладних книг, детективів. З 1992 друкується в періодичних виданнях, перша книга вийшла у 1998 році. У період коли Рафєєнко писав свої твори російською та публікувалися в Росії, його творчість називали російською літературою.
До початку 2014 року проживав у Донецьку. Після Російської збройної агресії проти України 2014 року разом з родиною переїхав в Київську область на хутір Пороскотень під Києвом. Зізнався, що тоді, у 2014, коли переїхав на Київщину, він абсолютно не володів українською мовою і не міг і двох слів зв'язати нею Протягом трьох років Рафєєнко зумів досконало вивчити українську мову і у 2017 заявив, що намагається написати свій наступний роман українською.
Член Українського ПЕН.

### Російською в оригіналі
Автор прозових романів:
- «Краткая книга прощаний» (Норд-Пресс, Донецк, 2000; «Фабула», Харьков, 2017)
- «Каникулы магов» («Донеччина», Донецк, 2005)
- «Невозвратные глаголы» (Норд-Пресс, Донецк, 2009)
- «Московский дивертисмент» («Знамя» № 8, Москва, 2011, «Текст», 2013) — друге місце Російської премії за 2010 р. в номінації «Велика проза»
- «Лето напролёт» («Знамя», Москва, 2012)
- «Демон Декарта» («Эксмо», Москва, 2014) — перше місце Російської премії за 2012 р. в номінації «Велика проза»
- «Долгота дней» («Фабула», Харьков, 2017)

Автор поетичних збірок:
- «Три дня среди недели» (Донецк, 1998);
- «Частный сектор» (Донецк, 2002);
- «Переводы через дорогу» (Донецк, 2003).

Автор поеми в прозі «Флягрум» (Москва, «Новый мир» № 1, 2011).
Вірші ввійшли в антологію «Освобождённый Улисс» (Москва, 2004). Друкувався в журналах і альманахах «Новый мир», «Знамя», «Соты», «Черновик», «Грани», «Союз писателей», «Воздух», «Византийский ангел», «Фонтан», «Магазин Жванецкого», «Крещатик», «Солнечное сплетение», «Многоточие», «Четыре сантиметра луны», «Родомысл», «Дикое поле».
Оповідання увійшли в збірки «Антология странного рассказа» (Донецк: СТЭП-Многоточие, 1999), «ENTER. Книга донецкой прозы» (Донецк, 2001), «Большой фонтан одесского юмора» (Москва, «Эксмо», 2009), «Небо этого лета. Рассказы украинских писателей» (Москва, «Три квадрата», 2015).

### Українською в оригіналі
- «Мондеґрін (пісні про смерть та любов)». Чернівці: Meridian Czernowitz. 2019. 192 стор. ISBN 978-966-97821-2-0[8]
- «Мобільні хвилі буття» . Видавництво Анетти Антоненко  2022. 88 стор. ISBN: 9786175530108 [9][10].
- «Петрикор — запах землі після дощу» Видавництво Анетти Антоненко 2023. 224 стор. ISBN:  9786175530306

#### Упорядник
- Війна 2022: щоденники, есеї, поезія. — Львів : Видавництво Старого Лева, 2022. — 440 стор. ISBN: 978-966-448-066-3[11]

#### Переклади українською
- Володимир Рафєєнко. «Довгі часи». Переклади з російської: Маріанна Кіяновська. Львів: «ВСЛ». 2017. 272 стор. ISBN 978-617-679-387-8
- Володимир Рафєєнко. «Мала книжка прощань». Переклади з російської: Ігор Бондар-Терещенко. Харків: «Фабула». 2017. 224 стор. ISBN 978-617-09-3212-9

## Нагороди
Двічі лауреат російської премії Фонда «Інститут євразійських досліджень» для російськомовних письменників, що проживають за межами Росії «Російська премія» (2010, 2012). Лауреат російської премії «Новая словесность» (2014).